# Manoir de Langenardière
Le manoir de Langenardière ou  de l'Angenardière est une demeure, des XIVe – XVIe siècles, qui se dresse sur le territoire de la commune française de Saint-Cyr-la-Rosière dans le département de l'Orne, en région Normandie. L'édifice est partiellement inscrit au titre des monuments historiques.

## Localisation
Le manoir est situé au hameau de Clémancé au sud-ouest du bourg de Sainte-Gauburge, absorbée par Saint-Cyr-la-Rosière en 1812, dans le département français de l'Orne.

## Historique

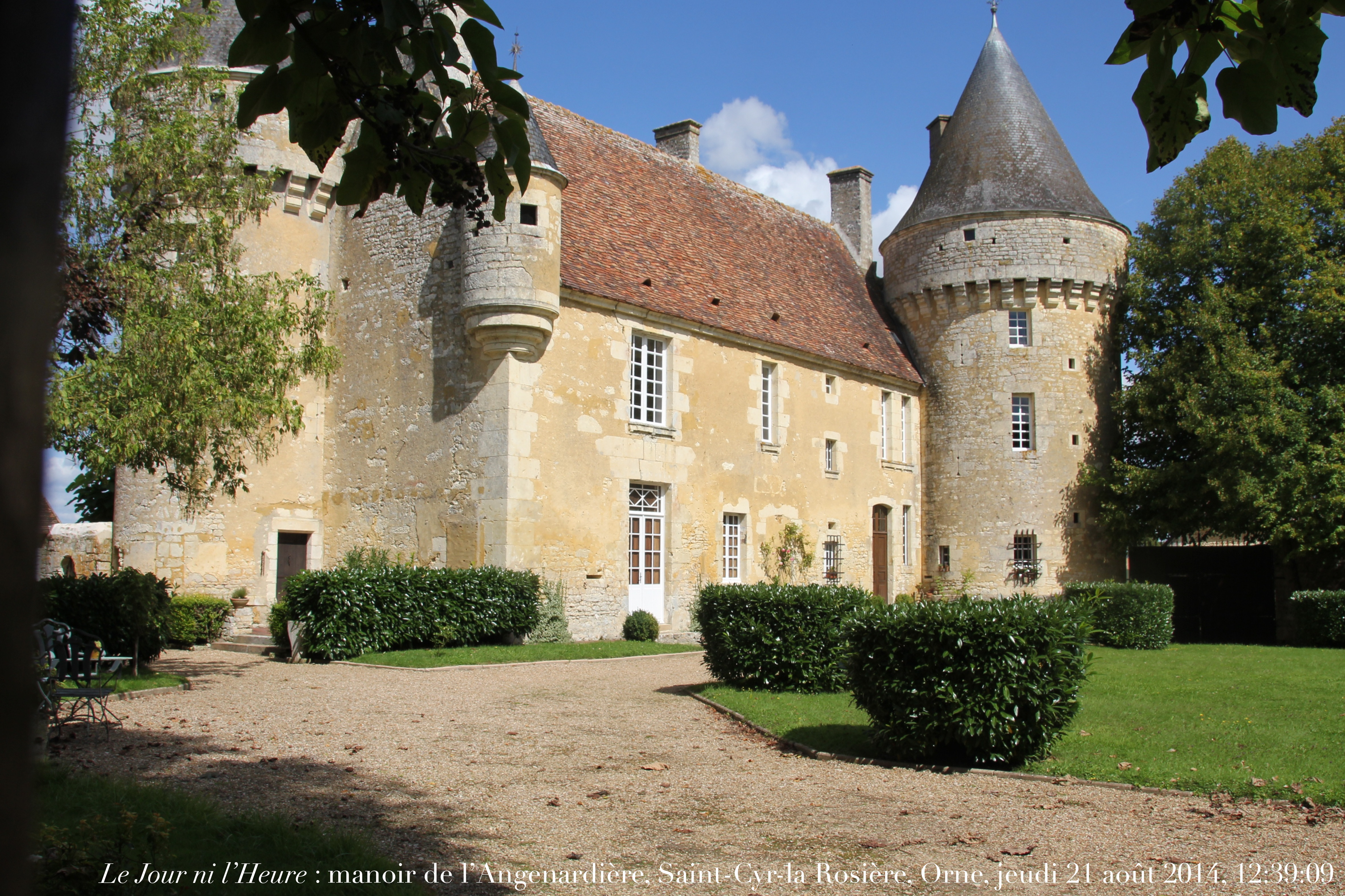
Le manoir de Langenardière, photographié par l'écrivain Renaud Camus.

Le manoir des XVe – XVIe siècles a été remanié à la fin du XVIIe siècle et restauré dans le dernier quart du XXe siècle.

## Description
Le manoir restauré, ancienne maison forte des XIVe – XVIe siècles, se présente sous la forme d'un grand corps de logis rectangulaire flanqué de deux tours cylindriques à mâchicoulis à deux angles opposés, et de poivrières sur culot dans les deux autres. Une aile étroite, ajourée d'une galerie, le relie à l'ancien mur d'enceinte en partie détruit. Le logis s'inscrit dans une grande cour rectangulaire, qu'il partage en deux, fermée par une enceinte percée de meurtrières et flanquée de tours rondes dans trois de ses angles, la quatrième a disparu. L'une des tours du logis, sorte de donjon, bâtie au milieu de l'un des grands côté de cette clôture, contrôle la porte. 

## Protection
Au titre des monuments historiques :
- le manoir est inscrit par arrêté du 25 juin 1925 ;
- les façades et les toitures des communs ainsi que les douves sont inscrites par arrêté du 19 décembre 1968.